# Adult FriendFinder
Adult FriendFinder (AFF) — це інтернет-орієнтована соціальна мережа для дорослих, служба онлайн-знайомств і вебсайт спільноти свінгерів, заснований Ендрю Конру в 1996 році.
У 2007 році AFF був одним із 100 найпопулярніших сайтів у США; його конкурентами були такі сайти, як Match.com.

## Історія
У 1993 році Ендрю Конру створив перший сайт знайомств WebPersonals. Після продажу цього сайту в 1995 році він запустив FriendFinder.com, ранню соціальну мережу, в 1996 році. Через кілька днів після запуску сайту Конру виявив, що люди публікують свої оголені фотографії та шукають партнерів для занять, орієнтованих на дорослих. В результаті Конру створив Adult FriendFinder, який він описав як «випускний клапан». З того часу FriendFinder створив інші нішеві сайти знайомств, зокрема Senior FriendFinder, Amigos.com, BigChurch.com та Alt.com.
Материнська компанія (Various, Inc.) мала труднощі з пошуком венчурного капіталу через дорослий характер свого бізнесу. У грудні 2007 року компанія була продана Penthouse Media Group за 500 мільйонів доларів. Пізніше Penthouse змінила назву на FriendFinder Networks. У жовтні 2009 року, в рамках угоди з The Kluger Agency, музикант Flo Rida випустив кліп на свою пісню «Touch Me» через Adult FriendFinder. Представник агентства заявив, що це "завжди чудово поєднувати сексуальний високооктановий запис з сексуальним брендом.
17 вересня 2013 року материнська компанія FriendFinder Networks подала заяву на захист від банкрутства за Главою 11. У грудні 2013 року FriendFinder Networks вийшла з-під захисту від банкрутства, провівши реорганізацію. Засновник Ендрю Конру отримав контроль над компанією і виконує обов'язки генерального директора.

## Загальна інформація
Доступ до певних функцій, таких як електронна пошта, приватні чати, веб-камери, ведення блогів і веб-журнал, вимагає платного членства. Adult FriendFinder має партнерську програму, за якою веб-майстри отримують винагороду за перенаправлення користувачів на сайт.

## Критика
Adult FriendFinder звинуватили у систематичному шахрайстві з виставленням рахунків. Згідно з поданими скаргами, компанія має практику продовжувати виставляти рахунки клієнтам навіть після того, як вони скасували свою послугу. Колишні співробітники компанії стверджують, що це їхня стандартна політика, а не результат помилок. Ці співробітники стверджують, що більшість клієнтів не помічають нарахувань протягом багатьох місяців. Станом на жовтень 2014 року проти компанії було порушено сотні цивільних справ, а Федеральна торгова комісія висунула проти неї кримінальне обвинувачення. У 2007 році Adult FriendFinder уклала мирову угоду з Федеральною торговою комісією через звинувачення в тому, що компанія використовувала шкідливе програмне забезпечення для генерації відвертої спливаючої реклами сервісу на комп'ютерах без згоди користувачів.
Придбання Adult FriendFinder компанією Penthouse стало предметом судового позову 2007 року з боку Broadstream Capital Partners, комерційного банку, який допомагає у злиттях, який стверджував, що Penthouse порушив контракт 2006 року, придбавши компанію без згоди Broadstream; Penthouse заперечує це твердження. Позов було врегульовано за 15 мільйонів доларів у 2011 році.

## Порушення безпеки
У травні 2015 року сайт Adult FriendFinder був зламаний користувачами, пов'язаними з форумом «Hell», і хакери викрали особисту інформацію чотирьох мільйонів користувачів сайту.
13 листопада 2016 року стало відомо, що база даних імен користувачів, електронних адрес і паролів була зламана і витекла з сайту Adult FriendFinder та інших сайтів FriendFinder Networks. Виток стосувався 300 мільйонів облікових записів користувачів Adult FriendFinder, включаючи дані 15 мільйонів облікових записів, які нібито були «видалені». Паролі взагалі не були зашифровані або навіть хешовані за допомогою застарілого і небезпечного алгоритму хешування SHA-1.

## Нагороди
Сайт отримав нагороду XBIZ Award 2010 у номінації «Програма знайомств року». Він також був визнаний найкращим сайтом знайомств для дорослих 2012 року за версією About.com. У 2022 році сайт отримав нагороду XBIZ в номінації «Компанія знайомств року».